# Phillips Academy
La Phillips Academy, conosciuta anche con il nome Andover o PA, è una scuola superiore privata statunitense fondata nel XVIII secolo.
L'istituzione, di 1.084 studenti, si trova ad Andover, Massachusetts, 21 miglia a nord di Boston.
Fondata da Samuel Phillips Jr. durante la Rivoluzione americana nel 1778, Andover è una delle scuole più antiche degli Stati Uniti d'America.
L’emblema della scuola è stato disegnato da Paul Revere. Il presidente statunitense George Washington ha visitato la scuola nel 1789 mentre visitava suo nipote, che studiava in tale istituzione.
Attualmente, alla Phillips Academy studiano ragazzi e ragazze provenienti da quasi tutti gli Stati federali degli USA e da molte nazioni straniere. Il 35% circa degli studenti è di colore. Il 40% degli studenti proviene dalle classi medio e medio-basse e riceve pertanto aiuti finanziari.
La cittadella scolastica occupa circa 500 acri. La biblioteca detiene oltre 101.000 volumi. Nel campus si trovano anche un museo di archeologia, una galleria d'arte, un santuario, un osservatorio astronomico e la radio FM della scuola.
Gli studenti, facendone richiesta, possono trascorrere un anno scolastico all'estero, in Francia, Spagna e Cina. Gli iscritti a lingue straniere possono invece trascorrere un semestre all'estero, in Messico, Cina, Italia, Germania e Costa d'Avorio.
Il dipartimento di atletica offre più di 50 opzioni, tra le quali lo sport, la danza e specialità ginniche. Tra gli sport, vi sono l'arrampicata, la canoa, il kayak. Nella scuola vi sono anche molte "societies" e "club" a cui iscriversi.
La scuola, attraverso il proprio modo di funzionamento, incoraggia gli studenti di credo, religione ed origine diversi a conoscersi, frequentarsi, imparare a rispettarsi a vicenda.

## Storia

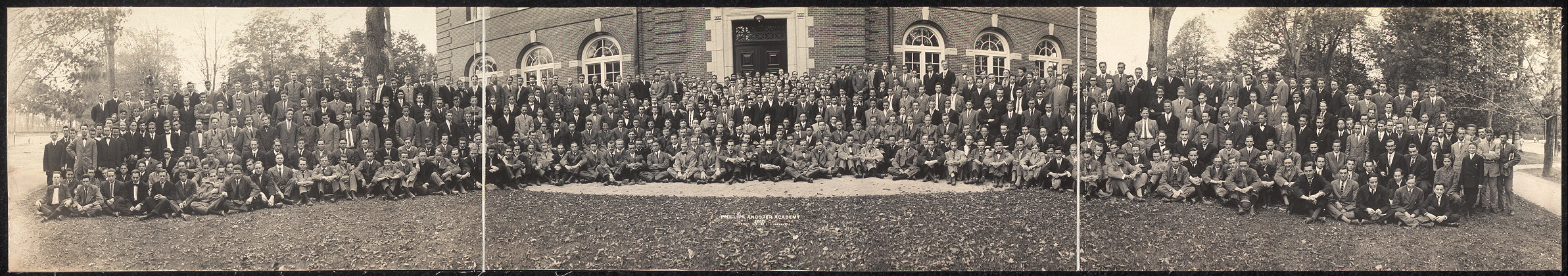
Gli studenti di Phillips Andover nel 1910

La Phillips Academy fu fondata da Samuel Phillips Jr. nel 1778, durante la Guerra d'indipendenza americana, come scuola maschile. Varie figure del periodo rivoluzionario erano legate alla scuola: John Hancock è uno dei firmatari dell'atto di fondazione, mentre il sigillo della scuola fu disegnato da Paul Revere.
La rivale storica della Phillips Academy è la Phillips Exeter Academy, fondata tre anni dopo a Exeter, New Hampshire, dallo zio di Samuel Phillips, John Phillips, che era stato uno dei maggiori benefattori del collegio di Andover. Le due scuole proseguono la rivalità e le rispettive squadre di football americano si incontrano ogni anno dal 1878 nella più antica competizione scolastica degli Stati Uniti.
Andover tradizionalmente preparava i suoi studenti per Yale, come la Phillips Exeter Academy li educava per Harvard e la Lawrenceville in New Jersey per Princeton.
Le società segrete, nate poco dopo la fondazione del collegio, furono sciolte nel 1949. Tuttavia almeno una società continua ad esistere
Phillips Academy è rimasta una scuola maschile fino al 1973, quando è diventata una scuola mista, nello stesso anno in cui si è fusa con la Abbot Academy. Questa era un collegio femminile, sempre di Andover, fondato nel 1828 e perciò una delle prime scuole femminili del New England.

## Organizzazione
La Phillips Academy è una fondazione privata, il cui patrimonio nel 2017 era stimato in poco più di un miliardo di dollari. Il collegio è sottoposto al controllo del consiglio di amministrazione.

## Programma scolastico
Il concorso per l'ammissione alla Phillips Academy prescinde dalle condizioni economiche dei candidati, in quanto sono previste borse di studio per i meno abbienti. Nel 2013 le domande furono 3.029 e gli ammessi furono il 13%, il record negativo della scuola
La Phillips Academy segue una programmazione trimestrale delle lezioni, in cui un trimestre dura circa dieci settimane. Le lezioni si tengono dal lunedì al venerdì, dalle 8:00 alle 14:45. Il mercoledì le lezioni finiscono alle 13.00 per permettere le attività sportive, ricreative e di volontariato.
I corsi di molte materie durano un anno, mentre di altre durano uno o due trimestri. La maggior parte degli studenti seguono cinque materie a trimestre. Chi segue il programma quadriennale deve seguire corsi di inglese, lingua straniera, matematica (incentrata sul calcolo), storia e scienze sociali, scienze sperimentali (in laboratorio), arti visive, musica, filosofia e religioni, educazione fisica.